# Netzweiden-Milchling
Der Netzweiden-Milchling (Lactarius salicis-reticulatae) ist eine Pilzart aus der Familie der Täublingsverwandten (Russulaceae). Es ist ein kleiner, creme- bis ockergelber Milchling mit einem schmierigen Hut. Sein Fleisch verfärbt sich im Anschnitt lila. Der ungenießbare Milchling wächst in arktischen und alpinen Gebieten bei Zwergweiden und Weißwurz.

## Merkmale

### Makroskopische Merkmale
Der Hut ist 1,5–3 (5) cm breit, jung flach gewölbt, bald flach ausgebreitet und teilweise in der Mitte schwach niedergedrückt. Die glatte Oberfläche ist trocken matt, im feuchten Zustand aber glänzend und sehr schmierig. Der Hut ist jung cremefarben bis blassgelb, später dunkler gelb bis ockerfarben. Der Rand bleibt lange Zeit eingebogen und ist oft wellig verbogen.
Die mittelbreiten Lamellen sind jung hell cremefarben und später zunehmend blassocker und mehr oder weniger rosa getönt. Sie sind breit am Stiel angewachsen oder laufen etwas daran herab. Die Lamellen sind nicht oder kaum gegabelt, dafür am Hutrand oft mit kleineren Zwischenlamellen untermischt. Das Sporenpulver ist weißlich bis cremeweiß.
Der zylindrische oder zur Basis hin erweiterte Stiel ist 1,5–3 cm lang und 0,5–1 cm breit. In der Jugend ist das Innere ausgefüllt im Alter aber hohl. Die glatte oft schmierige Oberfläche ist jung weiß und auf ganzer Länge bereift, später ist der Stiel cremefarben bis gelblich, vor allem zur Stielbasis hin.
Das dünne, brüchige, aber ziemlich feste Fleisch ist weiß und verfärbt sich im Anschnitt langsam lila. Es riecht im frischen Zustand nach zerriebenen „Geranien“-blättern (Pelargonium) und später mehr nach gedörrten Apfelschnitzen. Es schmeckt bitterlich und adstringierend. Die recht spärliche, weiße Milch verfärbt sich in Verbindung mit dem Fleisch lila und schmeckt mild.

### Mikroskopische Merkmale
Die rundlichen bis breit elliptischen Sporen sind durchschnittlich 10,2–10,6 µm lang und 8,7–8,9 µm breit. Der Q-Wert (Quotient aus Sporenlänge und -breite) ist 1,1–1,3. Das Sporenornament wird bis zu 0,5 µm hoch und besteht aus einzelnen, teilweise unregelmäßig verlängerten Warzen sowie Rippen, die kaum netzartig verbunden sind. Der Hilarfleck ist inamyloid.
Die ziemlich keuligen, 4-sporigen Basidien sind 50–63 µm lang und 11–13 µm breit. Die 80–115 µm langen und 10–12 µm breiten Pleuromakrozystiden kommen nicht sehr zahlreich vor. Sie sind mehr oder weniger zylindrisch bis spindelig und an der Spitze abgerundet oder perlschnurartig eingeschnürt (moniliform). Die Lamellenschneide ist fertil, neben den Basidien findet man zerstreute, spindelige bis pfriemförmige Cheilomakrozystiden, die 40–98 × 7–12 µm messen und eine verschmälerte oder moniliforme Spitze haben.
Die Huthaut (Pileipellis) ist eine 100–150 µm dicke Ixocutis aus durchscheinenden Hyphen, deren oberste Lage aus unregelmäßig verflochtenen, mehr oder weniger aufsteigenden, 1–3,5 µm breiten Hyphen besteht. Darunter liegt eine Schicht aus mehr oder weniger parallel angeordneten 2–4 µm breiten Hyphen.

## Artabgrenzung
Der Netzweiden-Milchling ist in arktischen und alpinen Weiden-Gesellschaften das Gegenstück zum Blassen Violett-Milchling (L. aspideus). Beide Arten haben creme- bis ockergelbe Farben und ein schmales, zerbrechliches Erscheinungsbild.
Der Weiden-Milchling Lactarius salicis-herbaceae kommt an ähnlichen Standorten vor, bevorzugt aber eher saure Silikatböden und ist überwiegend mit Salix herbacea vergesellschaftet. Er unterscheidet sich durch seine dunkleren Gelbtöne und die oft entfernt stehenden Lamellen. Außerdem sind seine Sporen mehr netzartig ornamentiert und die Basidien kleiner.
Der meist deutlich größere Silberwurz-Milchling (Lactarius dryadophilus) hat ähnliche Farben, einen ähnlichen Geruch und ein ähnliches Sporenornament, hat aber normalerweise größere und kräftigere Fruchtkörper, einen zottig behaarten Hutrand und einen klein-grubig gefleckten Stiel.

## Ökologie und Verbreitung

Verbreitung des Netzweiden-Milchlings in Europa.
Legende:
grün = Länder mit Fundmeldungen
weiß = Länder ohne Nachweise
hellgrau = keine Daten
dunkelgrau = außereuropäische Länder

Die alpine bis arktische Art kommt in Fennoskandinavien, den Alpen, den Pyrenäen, der Hohen Tatra (Polen) und auf Grönland vor. Sie steht auch auf der Roten Liste der Pilze der Slowakei (3. Version 2001) und kommt daher wohl auch in den Karpaten vor. In Deutschland ist der Milchling sehr selten und kommt wohl nur in der alpinen Zone der bayrischen Alpen vor. Einen gut dokumentierten Fund gibt es von der Frauenalpl im Wettersteingebirge, oberhalb des Schachenhauses auf 2200 m über NN. Auch in der Schweiz ist der Pilz laut Kränzlin nicht häufig.
Der Netzweiden-Milchling wächst bevorzugt auf kalkreichen Böden bei Zwergweiden wie der Netzweide und bei Weißer Silberwurz, mit denen der Pilz eine Mykorrhiza ausbildet. Die Fruchtkörper erscheinen meist gesellig im August.

## Systematik
Der französische Mykologe R. Kühner beschrieb die Art 1975 in seinem Werk "Agaricales de la zone alpine" zusammen mit weiteren alpinen Arten als Lactarius aspideoides. Einige Monate später erkannte er, dass G.S. Burlingham bereits im Jahr 1907 eine nordamerikanische Art unter diesem Namen beschrieben hatte. Dies machte seinen Namen nach den Regeln des Internationalen Code der Nomenklatur für Algen, Pilze und Pflanzen zu einem ungültigen Homonym, da nach Artikel 53.1 immer der ältere Name Vorrang hat (Prioritätsregel). Daher gab Kühner seiner Art nur wenige Monate später den neuen Namen Lactarius salicis-reticulatae. Auch wenn es sich bei Burlinghams L. aspideoides ebenfalls um einen Milchling handelt, dessen Fleisch sich violett verfärbt, unterscheidet er sich deutlich von Kühners Art. Es ist ein kräftiger Milchling, mit einem schwefelgelben und dicht dunkelgelb gezonten Hut, mit weißen bis cremefarbenen Lamellen, mit einem schwefelgelben, grubig gefleckten Stiel, 7–8 µm langen und 5–7 µm breiten Sporen und einem bitteren Geschmack. Außerdem wächst Burlinghams Milchling an grasigen Stellen bei Tannen.
Das Art-Epitheton "salicis-reticulatae" bezieht sich auf den wichtigsten Mykorrhizapartner des Milchlings, die Netzweide (Salix reticulata).

### Infragenerische Systematik
Der Milchling wird von M. Basso und Heilmann-Clausen in die Untersektion Aspideini gestellt, die ihrerseits in der Sektion Uvidi steht. Die Vertreter der Untersektion haben mehr oder weniger schmierig-klebrige bis schleimige Hüte, die cremefarben bis gelblich gefärbt sind. Die weißliche Milch verfärbt das Fleisch lila oder violett.

## Bedeutung
Der Netzweiden-Milchling ist kein Speisepilz.